# Anjani
Anjani Thomas, nota semplicemente come Anjani (Honolulu, 10 luglio 1959), è una cantautrice e pianista statunitense, nota per la sua collaborazione con Leonard Cohen, suo partner, Carl Anderson, Frank Gambale e Stanley Clarke. Ha debuttato come solista nel 2000.
Anjani frequentò il Berklee College of Music per un anno, quindi si trasferì a New York per perseguire la sua carriera nel mondo della musica. Si esibì in vari jazz club prima di incontrare il produttore musicale John Lissauer, che l'assunse come corista per la celebre canzone di Leonard Cohen Hallelujah, dall'album Various Positions. Anjani seguì Cohen nel tour del 1985 come tastierista e corista, e da quel momento ha collaborato senza interruzioni con il cantautore, in album come I'm Your Man, The Future e Dear Heather.
Nel 2000 ha pubblicato il suo primo album da solista, Anjani, seguito nel 2001 da The Sacred Names. Il suo ultimo album, Blue Alert (2006), contiene canzoni con testi scritti da Cohen.
Dal 15 luglio 2014 è disponibile il nuovo album  "I Came To Love", ad oggi disponibile solo su piattaforma digitale.